# 2010-es Eurovíziós Dalfesztivál
A 2010-es Eurovíziós Dalfesztivál (angolul és norvégul: Eurovision Song Contest 2010, franciául: Concours Eurovision de la chanson 2010) volt az ötvenötödik Eurovíziós Dalfesztivál, amit Norvégia rendezett, mivel a 2009-es Eurovíziós Dalfesztivált a norvég versenyző, Alexander Rybak nyerte. Két elődöntőt rendeztek, az elsőt 2010. május 25-én, a másodikat pedig május 27-én. A döntőre 2010. május 29-én került sor. A helyszín az Oslo melletti Bærumban található Telenor Aréna volt. Magyar induló ebben az évben nem volt, viszont a Duna TV közvetítette élőben mind az elődöntőket és a döntőt is.

## A helyszín és a verseny témája

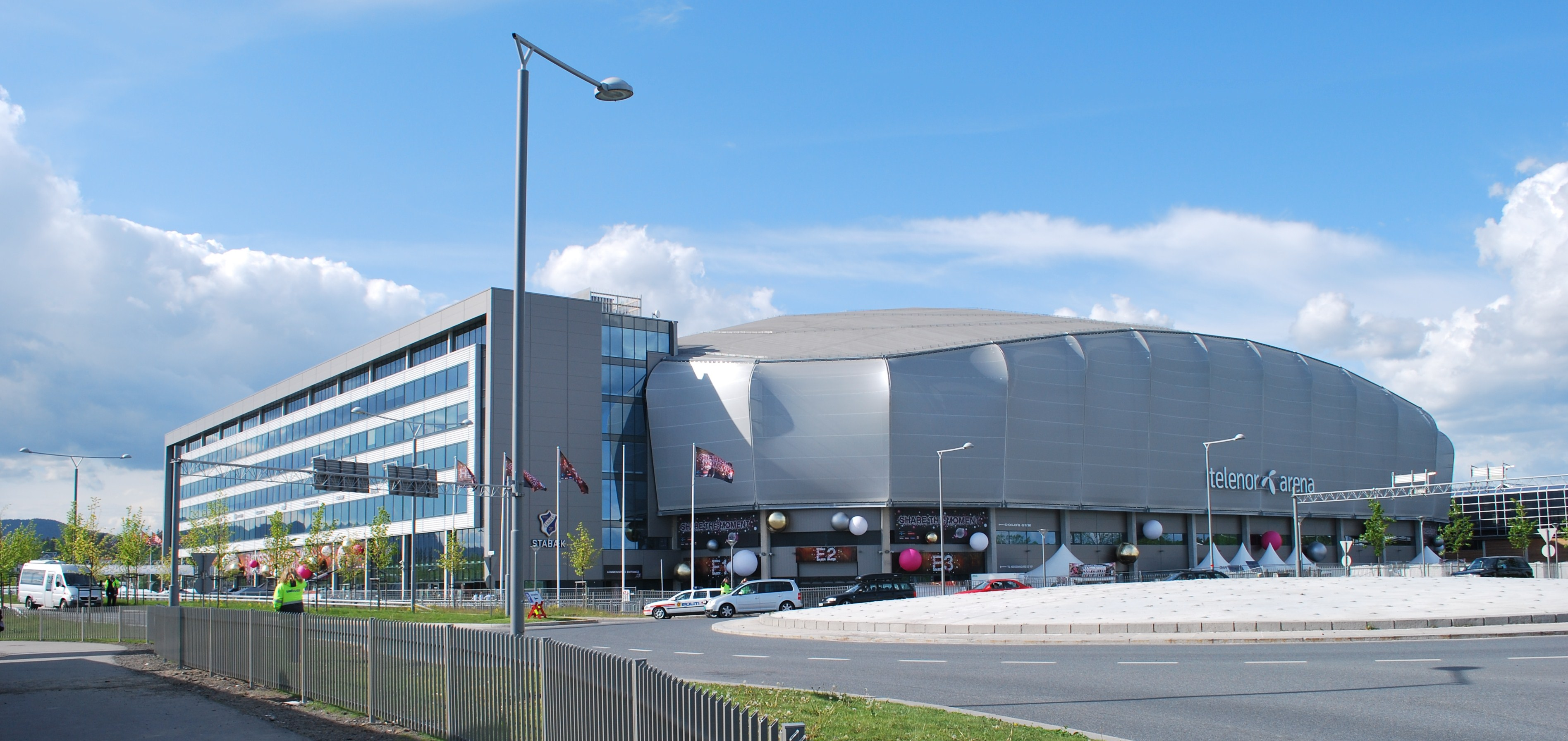
A verseny helyszínéül szolgáló Telenor Aréna

A norvég kultúrminiszter Trond Giske és a norvég köztelevízió, az NRK vezetője Hans-Tore Bjerkaas 17 millió eurós költségvetésben állapodtak meg. (Ez 150 millió norvég korona) A költségvetés a 2009-es versenyre szánt összegnél kevesebb, de a 2007-es verseny összköltségénél több. 2009. július 3-án született döntés arról, hogy az újonnan épült Telenor Aréna fog otthont adni a versenynek, az 1996-os Eurovíziós Dalfesztivál helyszínéül szolgáló Oslo Spektrum helyett.
A verseny témáját, logóját az NRK 2009. december 4-én hozta nyilvánosságra, amikor Moszkva polgármestere ünnepélyesen átadta a vendéglátó szerepét Oslo és Bærum polgármesterének. A logó több, különböző méretű (szürke, rózsaszín és arany) buborékból áll, amiben fellelhető a 2004 óta használatos "szívecskés" jel, illetve az EBU és az NRK logója. A műsor szlogenje: "Share The Moment", vagyis Oszd meg a pillanatot.

## A résztvevők
A versenyt szervező Európai Műsorsugárzók Uniója (EBU) legfontosabb célkitűzése volt, hogy a korábbi éveket kihagyó országok - Olaszország, Monaco, Luxemburg és Ausztria - 2010-ben újra részt vegyenek a versenyen. Később mindannyian megerősítették, hogy nem neveznek, visszatért viszont a 2009-es versenyt kihagyó Grúzia. Magyarország (MTV) 2009. október 22-én bejelentette – anyagi problémákra hivatkozva – hogy visszalép a szerepléstől, így az MTV nem nevezett magyar résztvevőt az oslói versenyre. A cseh, a montenegrói és az andorrai televízió szintén a visszalépés mellett döntött. Így összesen harminckilenc ország vett részt a versenyen. 2006 óta először volt negyven alatt a résztvevők száma. A résztvevőkön kívül Ausztrália, Új-Zéland, Koszovó, Montenegró és Kazahsztán is közvetítette a dalversenyt. Magyarországon a Duna Televízió közvetítette a műsort.
Az EBU büntetést szabott ki az ukrán tévétársaságra, mivel a határidő lejártakor még nem neveztek be a versenydalukat. Az NTU eredetileg még 2009 decemberében jelentette be, hogy Vaszil Lazarovics fogja képviselni az országot, majd egy március 5-én tartott válogatón öt szerzemény közül választották ki számára az I Love You című versenydalt. Ám március 15-én – egy héttel a nevezési határidő lejárta előtt – új nemzeti döntőt írtak ki, miután kritika érte az NTU-t, amiért nem adtak lehetőséget más előadóknak a nemzeti döntőben való részvételre. A húszfős mezőnyben Lazarovics is versenyzett, viszont csak a hetedik helyen végzett. A győztes Alyosha To Be Free daláról néhány órával a döntő után kiderült, hogy már két évvel korábban megjelent, így nem felel meg a verseny szabályainak. Az EBU a helyzetre való tekintettel nem zárta ki Ukrajnát, viszont pénzbüntetést szabott ki rájuk, és emellett lehetőséget adott nekik, hogy egy héten belül új dalt válasszanak. A határidőn kívül Alyoshának a Sweet people című rockballadát választották.
| Ország              | Műsorsugárzó       | Előadó                        | Dal                          | Nyelv          | Dalszerző(k)                                                       |
| ------------------- | ------------------ | ----------------------------- | ---------------------------- | -------------- | ------------------------------------------------------------------ |
| Albánia             | RTSH               | Juliana Pasha                 | It’s All About You           | angol          | Pirro Çako Ardit Gjebrea                                           |
| Azerbajdzsán        | İTV                | Safura                        | Drip Drop                    | angol          | Anders Bagge Sandra Bjurman Stefan Örn                             |
| Belgium             | VRT                | Tom Dice                      | Me and My Guitar             | angol          | Tom Dice Ashley Hicklin Jeroen Swinnen                             |
| Bosznia-Hercegovina | BHRT               | Vukašin Brajić                | Thunder and Lightning        | angol          | Dino Šaran                                                         |
| Bulgária            | BNT                | Miro                          | Angel si ti                  | bolgár, angol  | Gordon Davis Miroszlav Kosztadinov Mihail Mihailov                 |
| Ciprus              | CyBC               | Jon Lilygreen & The Islanders | Life Looks Better in Spring  | angol          | Melísz Konstantinú Naszósz Lambrianídesz                           |
| Dánia               | DR                 | Chanée és N’evergreen         | In a Moment Like This        | angol          | Erik Bernholm Thomas G:son Henrik Sethsson                         |
| Egyesült Királyság  | BBC                | Josh Dubovie                  | That Sounds Good to Me       | angol          | Steve Crosby Mike Stock Pete Waterman                              |
| Észtország          | ERR                | Malcolm Lincoln               | Siren                        | angol          | Robin Juhkental                                                    |
| Fehéroroszország    | BTRC               | 3+2 és Robert Wells           | Butterflies                  | angol          | Malka Chaplin Maxim Fadeev                                         |
| Finnország          | Yle                | Kuunkuiskaajat                | Työlki ellää                 | finn           | Timo Kiiskinen                                                     |
| Franciaország       | France Télévisions | Jessy Matador                 | Allez! Ola! Olé!             | francia        | Jacques Ballue Hugues Ducamin                                      |
| Görögország         | ERT                | Giorgos Alkaios & Friends     | Opa                          | görög          | Jórgosz Alkéosz Jánnisz Antóniú és barátai                         |
| Grúzia              | GPB                | Sopho Nizharadze              | Shine                        | angol          | Christian Leuzzi Harry Sommerdahl Hanne Sørvaag                    |
| Hollandia           | TROS               | Sieneke                       | Ik ben verliefd (Sha-la-lie) | holland        | Pierre Kartner                                                     |
| Horvátország        | HRT                | Feminnem                      | Lako je sve                  | horvát         | Branimir Mihaljević Neda Parmać Pamela Ramljak                     |
| Írország            | RTÉ                | Niamh Kavanagh                | It’s For You                 | angol          | Lina Eriksson Mårten Eriksson Jonas Gladnikoff Niall Mooney        |
| Izland              | RÚV                | Hera Björk                    | Je ne sais quoi              | angol          | Hera Björk Örlygur Smári                                           |
| Izrael              | IBA                | Harel Skaat                   | Milim                        | héber          | Tomer Adaddi Noam Horev                                            |
| Lengyelország       | TVP                | Marcin Mroziński              | Legenda                      | angol, lengyel | Marcin Mroziński Marcin Nierubiec                                  |
| Lettország          | LTV                | Aisha                         | What For?                    | angol          | Jānis Lūsēns Guntars Račs                                          |
| Litvánia            | LRT                | InCulto                       | Eastern European Funk        | angol          | InCulto                                                            |
| Macedónia           | MRT                | Gjoko Taneski                 | Jas ja imam silata           | macedón        | Kristijan Gabrovski                                                |
| Málta               | PBS                | Thea Garrett                  | My Dream                     | angol          | Sunny Aquilina Jason Cassar                                        |
| Moldova             | TRM                | SunStroke Project & Olia Tira | Run Away                     | angol          | Alina Galetskaya Anton Ragoza Sergey Stepanov                      |
| Németország         | NDR                | Lena                          | Satellite                    | angol          | Julie Frost John Gordon                                            |
| Norvégia            | NRK                | Didrik Solli-Tangen           | My Heart Is Yours            | angol          | Fredrik Kempe Hanne Sørvaag                                        |
| Oroszország         | Rosszija 1         | Peter Nalitch & Friends       | Lost and Forgotten           | angol          | Peter Nalitch                                                      |
| Örményország        | AMPTV              | Eva Rivas                     | Apricot Stone                | angol          | Karen Kavalerján Armen Martiroszján                                |
| Portugália          | RTP                | Filipa Azevedo                | Há dias assim                | portugál       | Augusto Madureira                                                  |
| Románia             | TVR                | Paula Seling & Ovi            | Playing with Fire            | angol          | Ovidiu Cernăuțeanu                                                 |
| Spanyolország       | RTVE               | Daniel Diges                  | Algo pequeñito               | spanyol        | Jesús Cañadilla Daniel Diges Alberto Jodar Luis Miguel de la Varga |
| Svájc               | SRG SSR            | Michael von der Heide         | Il pleut de l’or             | francia        | André Grüter Michael von der Heide Heike Kospach Pele Loriano      |
| Svédország          | SVT                | Anna Bergendahl               | This Is My Life              | angol          | Kristian Lagerström Bobby Ljunggren                                |
| Szerbia             | RTS                | Milan Stanković               | Ovo je Balkan                | szerb          | Goran Bregović Ljiljana Jorgovanović Marina Tucaković              |
| Szlovákia           | STV                | Kristina                      | Horehronie                   | szlovák        | Martin Kavulič Kamil Peteraj                                       |
| Szlovénia           | RTVSLO             | Ansambel Žlindra & Kalamari   | Narodnozabavni rock          | szlovén        | Marino Legovič Leon Oblak                                          |
| Törökország         | TRT                | maNga                         | We Could Be The Same         | angol          | maNga Fiona Movery Akıncı Evren Özdemir                            |
| Ukrajna             | NTU                | Alyosha                       | Sweet People                 | angol          | Borisz Kukoba Olena Kucser Vagyim Liszica                          |

### Visszatérő előadók
Másodszor vett részt az 1993-as Eurovíziós Dalfesztivál ír győztese, Niamh Kavanagh. Ugyancsak másodszor szerepelt a horvát Feminnem együttes, bár 2005-ben Bosznia-Hercegovinát képviselték. Sorozatban harmadszor szerepelt az izlandi Hera Björk, aki az előző két évben csak háttérénekes volt, ám ezúttal szólóénekesként versenyzett.
| Előadó         | Ország       | Előző év(ek)                         |
| -------------- | ------------ | ------------------------------------ |
| Feminnem       | Horvátország | 2005 (Bosznia-Hercegovina színeiben) |
| Niamh Kavanagh | Írország     | 1993 (győztes)                       |

## A versenyszabályok változása

Az első elődöntő országai
A második elődöntő országai
Első elődöntőben szavazó országok
Második elődöntőben szavazó országok

2009. október 11-én az EBU Referenciacsoportjának ülésén született döntés arról, hogy az előző évi döntőben bevezetett szavazási módszert kiterjesztik az elődöntőkre is, ennek értelmében ott is telefonos szavazás és szakmai zsűri keveréke állítja fel a sorrendet, és az első tíz helyezett fog továbbjutni a döntőbe. Egyúttal eltörölték a 2008-ban és 2009-ben alkalmazott rendszert, mely alapján kilenc dal jutott tovább a nézői szavazatok alapján, egy pedig a zsűri szabadkártyásaként.
Emellett megváltoztatták a szavazás időtartamát is. A korábbi években a dalok elhangzása után tizenöt percig lehetett szavazni. A szabályváltozás értelmében a nézők már az első dal előadásának kezdetekor szavazhatnak, illetve a dalok elhangzása után még tizenöt percig. E módszert az EBU először a Junior Eurovíziós Dalfesztiválon tesztelte, ahol 2006 óta sikerrel alkalmazzák.

### Az elődöntők felosztása
A harmincnégy elődöntős országot öt kalapba osztották földrajzi elhelyezkedésük, és szavazási szokásaik alapján, a 2008-ban bevezetett módon. A február 7-én tartott sorsoláson a kalapok egyik fele az első elődöntőbe, a másik a második elődöntőbe került. Ennek célja a szavazás igazságosabbá tétele volt. Újításként a sorsolás során azt is eldöntötték, hogy az egyes országok az adott elődöntő első, vagy második felében fognak fellépni, így a delegációk előre tudják, mikor kell megérkezniük a próbákra. A végleges fellépési sorrend egy március 23-án tartott sorsolás után alakult ki. A sorsolás során a 2007-ben bevezetett módon néhány ország saját maga választhatta ki a sorszámát. E szabadkártyát a két elődöntő első és második felének, illetve a döntő fellépési sorrendjének sorsolása során elsőként kihúzott országok kapták. A szerencsések Szerbia, Fehéroroszország, Svájc, Bulgária és Németország voltak.
| 1. kalap                                                                                       | 2. kalap                                                                        | 3. kalap                                                                              | 4. kalap                                                                          | 5. kalap                                                                 |
| ---------------------------------------------------------------------------------------------- | ------------------------------------------------------------------------------- | ------------------------------------------------------------------------------------- | --------------------------------------------------------------------------------- | ------------------------------------------------------------------------ |
| - Albánia - Bosznia-Hercegovina - Észak-Macedónia - Horvátország - Szerbia - Szlovénia - Svájc | - Dánia - Észtország - Finnország - Izland - Lettország - Litvánia - Svédország | - Azerbajdzsán - Fehéroroszország - Grúzia - Izrael - Moldova - Oroszország - Ukrajna | - Belgium - Ciprus - Görögország - Hollandia - Málta - Örményország - Törökország | - Bulgária - Írország - Lengyelország - Portugália - Románia - Szlovákia |

## A verseny
A három adásból álló műsorfolyamot élőben, HD minőségben közvetítette a Duna, Jeszenszky Zsolt kommentálásával Magyarországon. A versenyt megelőzően a Duna Televízió műsorra tűzte a Eurovision: Countdown, azaz a Visszaszámlálás című három részes dokumentumfilmet is, 2010. május 20-án 22:30-tól, május 21-én 21:55-től és május 24-én 15:50-től. Az elődöntők, és a döntő előtt nem volt felvezető műsor.
1999 után második alkalommal három műsorvezető volt, Nadia Hasnaoui, Haddy N'jie és Erik Solbakken. Hasnaoui feladata volt az elődöntők eredményének kihirdetése és a döntőben a szavazatok fogadása.
1964 után második alkalommal fordult elő, hogy megzavarták a versenyt: a döntőben a spanyol dal előadása alatt Jimmy Jump a színpadra futott, majd elszaladt a közelgő biztonsági őrök elől. Bár az énekes zavartalanul folytatta az előadást, a közjáték miatt a spanyol dalt az utolsó fellépő után újból előadták.
A dalok közötti képeslapok a következő ország alakjával kezdődtek, mely az arénában a nézők feje fölött egy számítógépes grafikaként rajzolódott ki. Ezt követően az adott ország fővárosában zászlót lengető rajongókat láthattunk, miközben mutatták a színpadon készülődő énekeseket. A képeslap a nézők feje fölött kifeszülő grafikus zászlóval zárult.
A döntő egy zenés történelmi áttekintéssel kezdődött, bemutatva a dalfesztivál fejlődését. A szavazatok számlálása alatti szünetben egy flash mob előadást láthattunk a Madcon együttes közreműködésével, előre felvett, valamint élő képeket Európa-szerte táncoló emberekről. A norvég televízió emellett mindegyik országban előre felvett egy videót, amely egy televíziót néző és zászlót lengető család ünneplését mutatta. Ezeket a videókat a döntőben az egyes előadások végén, illetve a szavazás során is láthattuk. Az ukrán családban feltűnt egy korábbi énekes is, a 2007-ben induló Verka Szergyucska.
Konkrét nézettségi adatok nincsenek a magyar közvetítésről, de a Duna Televízió adatai szerint 800 ezer magyar néző ült le a tévé elé, hogy megnézze a dalfesztivál döntőjét.

## A szavazás
Az elődöntőkben a szavazás a 2009-ben bevezetett módon történt. Mindegyik ország rendelkezett egy ötfős szakmai zsűrivel, és az ő pontjaik, valamint a nézők telefonos szavazatai közösen alakították ki az eredményt. Nagy meglepetést okozott a svéd induló kiesése, hiszen így Svédország 1976 óta először nem volt ott a döntőben. Az elődöntők eredményeit a döntő után hozták nyilvánosságra. Ez alapján az első elődöntőben Finnország mindössze három, a második elődöntőben Svédország mindössze öt ponttal maradt le a továbbjutást érő tíz hely egyikéről. Az első elődöntőben Lettország végzett az utolsó helyen sorozatban második alkalommal, míg a második elődöntőben Svájc zárt a tabella legalján.
A döntőben az elődöntőkhöz hasonlóan szakmai zsűrik és a nézők közösen alakították ki az eredményt. A szavazás során Németország hamar az élre állt, és végül 1982 után második győzelmüket aratták, egyesített országként először. Emellett ez az első alkalom, hogy a Négy Nagy – 2011-től Öt Nagy – ország egyike nyerte meg a dalfesztivált a státusz 2000-es bevezetése óta.
A második helyezett a második elődöntő győztese, Törökország lett, míg a harmadik helyen 2005 után másodszor Románia végzett. Az első elődöntőben fölényes győzelmet arató Belgium a döntőben a hatodik helyen zárt. A döntőben utolsó helyen az Egyesült Királyság zárt, 2003 és 2008 után rövid időn belül már a harmadik alkalommal. A házigazda Norvégia ezúttal csak a huszadik helyen végzett. Érdekesség, hogy akárcsak az előző két alkalommal, amikor ők rendezték a versenyt (1986 és 1996), ezúttal sem örülhettek hazai pályán 12 pontnak. A legtöbb, hét pontot, Észtországtól kapták.
Érdekesség, hogy Románia először nem adott 12 pontot Moldovának, csak 10-et.

## Első elődöntő
Az első elődöntőt május 25-én rendezték tizenhét ország részvételével. Az egyes országok által kiosztott pontok telefonos szavazás, illetve szakmai zsűrik szavazatai alapján alakultak ki. Az első tíz helyezett jutott tovább a döntőbe. A részt vevő országokon kívül  Franciaország,  Spanyolország és  Németország is az első elődöntőben szavazott.
| #  | Ország              | Előadó                        | Dal                   | Helyezés | Pontszám |
| -- | ------------------- | ----------------------------- | --------------------- | -------- | -------- |
| 01 | Moldova             | SunStroke Project & Olia Tira | Run Away              | 10.      | 52       |
| 02 | Oroszország         | Peter Nalitch & Friends       | Lost and Forgotten    | 7.       | 74       |
| 03 | Észtország          | Malcolm Lincoln               | Siren                 | 14.      | 39       |
| 04 | Szlovákia           | Kristina                      | Horehronie            | 16.      | 24       |
| 05 | Finnország          | Kuunkuiskaajat                | Työlki ellää          | 11.      | 49       |
| 06 | Lettország          | Aisha                         | What For?             | 17.      | 11       |
| 07 | Szerbia             | Milan Stanković               | Ovo je Balkan         | 5.       | 79       |
| 08 | Bosznia-Hercegovina | Vukašin Brajić                | Thunder and Lightning | 8.       | 59       |
| 09 | Lengyelország       | Marcin Mroziński              | Legenda               | 13.      | 44       |
| 10 | Belgium             | Tom Dice                      | Me and My Guitar      | 1.       | 167      |
| 11 | Málta               | Thea Garrett                  | My Dream              | 12.      | 45       |
| 12 | Albánia             | Juliana Pasha                 | It’s All About You    | 6.       | 76       |
| 13 | Görögország         | Giorgos Alkaios & Friends     | OPA!                  | 2.       | 133      |
| 14 | Portugália          | Filipa Azevedo                | Há dias assim         | 4.       | 89       |
| 15 | Macedónia           | Gjoko Taneski                 | Jas ja imam silata    | 15.      | 37       |
| 16 | Fehéroroszország    | 3+2 és Robert Wells           | Butterflies           | 9.       | 59       |
| 17 | Izland              | Hera Björk                    | Je ne sais quoi       | 3.       | 123      |

### Ponttáblázat

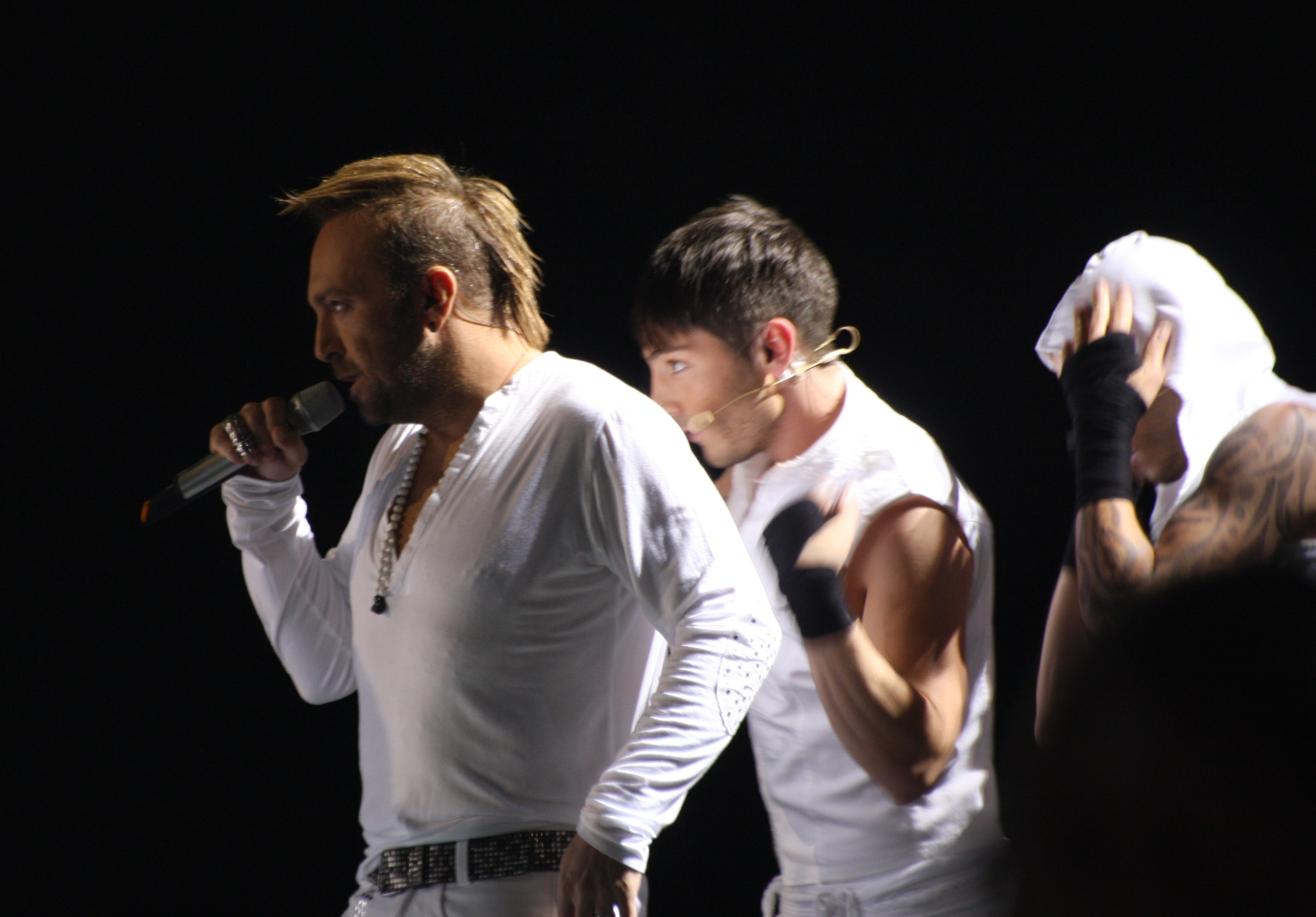
Jórgosz Alkéosz

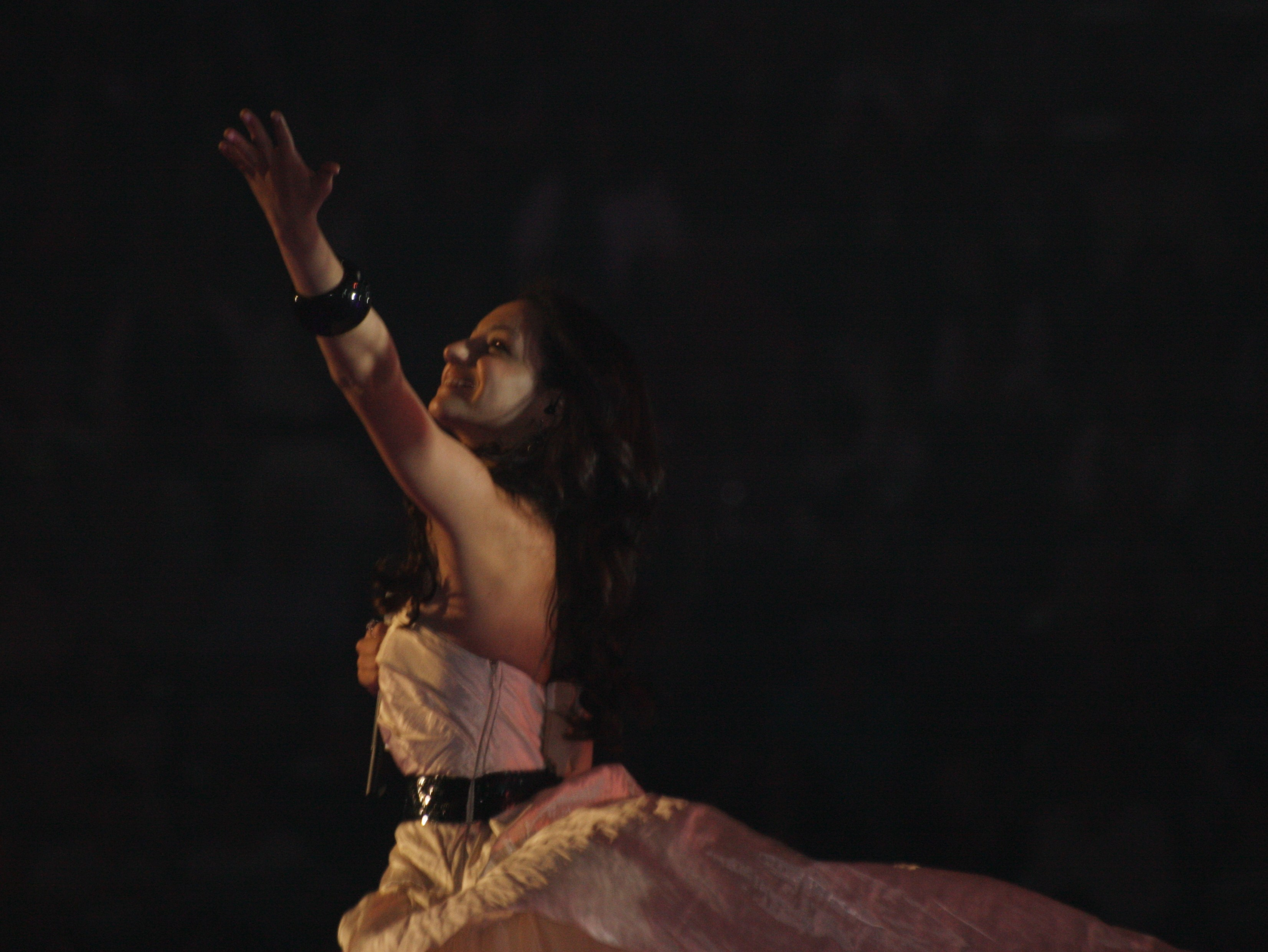
Filipa Azevedo

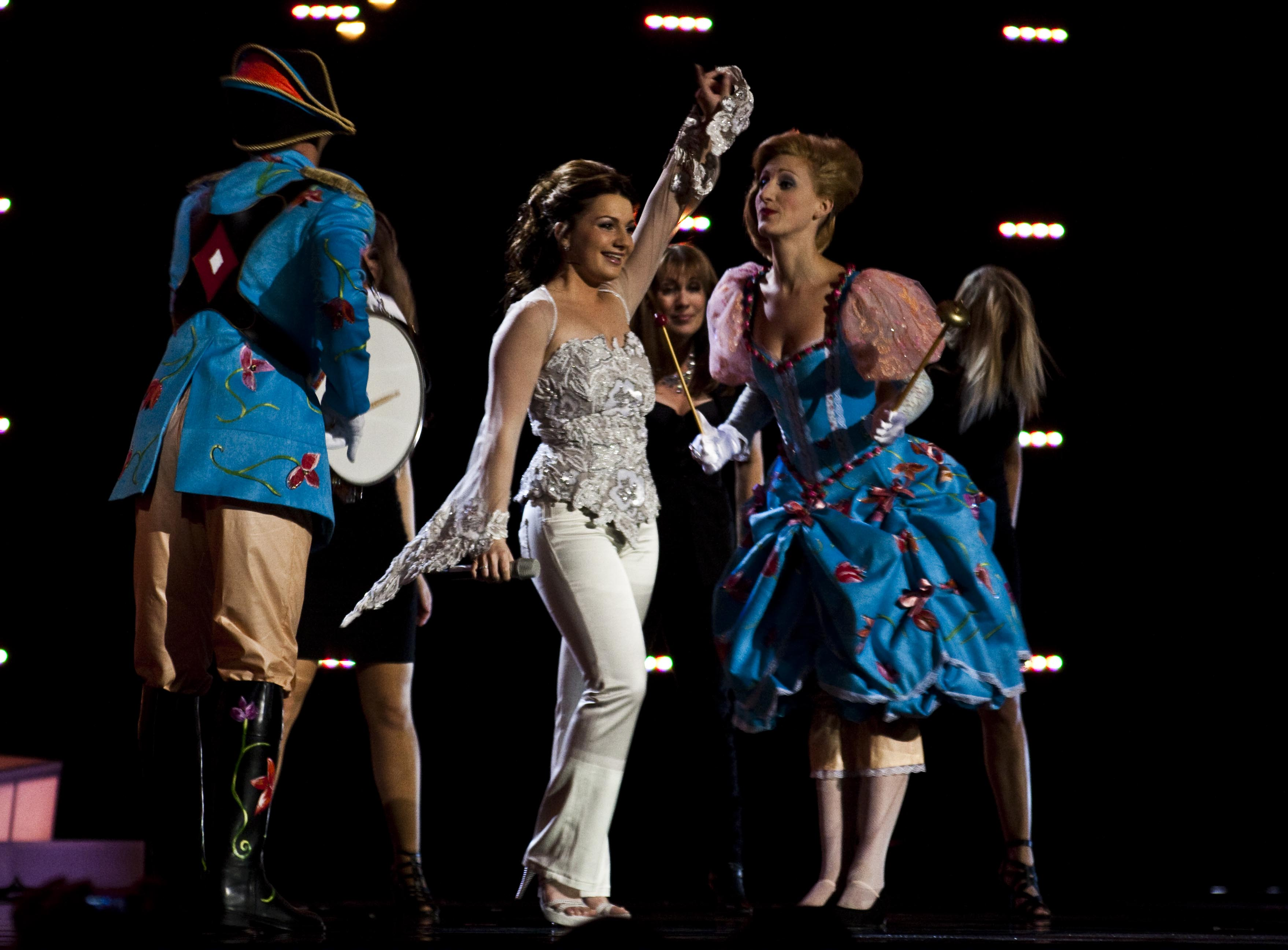
Hollandia: Sieneke utolsó próbája a második elődöntő előtt

| Narancs: Automatikus döntősök | Szavazók | Szavazók | Szavazók    | Szavazók   | Szavazók  | Szavazók   | Szavazók   | Szavazók | Szavazók            | Szavazók      | Szavazók | Szavazók | Szavazók | Szavazók    | Szavazók   | Szavazók  | Szavazók         | Szavazók | Szavazók      | Szavazók    | Szavazók      |
| Narancs: Automatikus döntősök | Össz     | Moldova  | Oroszország | Észtország | Szlovákia | Finnország | Lettország | Szerbia  | Bosznia-Hercegovina | Lengyelország | Belgium  | Málta    | Albánia  | Görögország | Portugália | Macedónia | Fehéroroszország | Izland   | Franciaország | Németország | Spanyolország |
| ----------------------------- | -------- | -------- | ----------- | ---------- | --------- | ---------- | ---------- | -------- | ------------------- | ------------- | -------- | -------- | -------- | ----------- | ---------- | --------- | ---------------- | -------- | ------------- | ----------- | ------------- |
| Moldova                       | 52       |          | 5           |            |           |            |            | 1        |                     |               | 2        | 7        |          | 4           | 8          | 7         | 10               |          | 3             |             | 5             |
| Oroszország                   | 74       | 12       |             | 12         |           | 3          | 10         | 4        | 2                   | 8             | 5        | 1        |          | 3           | 1          |           | 12               |          |               | 1           |               |
| Észtország                    | 39       |          |             |            |           | 12         | 12         |          | 1                   | 5             |          |          | 1        | 1           | 4          |           | 1                | 2        |               |             |               |
| Szlovákia                     | 24       |          |             |            |           | 2          |            | 6        | 5                   |               | 1        |          |          |             | 5          |           |                  | 5        |               |             |               |
| Finnország                    | 49       |          | 3           | 10         | 2         |            | 6          |          |                     | 1             | 7        | 2        |          |             |            |           | 7                | 6        |               | 3           | 2             |
| Lettország                    | 11       |          |             | 6          |           | 5          |            |          |                     |               |          |          |          |             |            |           |                  |          |               |             |               |
| Szerbia                       | 79       | 3        | 4           | 1          | 6         |            | 3          |          | 12                  |               | 3        |          | 3        | 7           | 2          | 10        |                  | 3        | 12            | 4           | 6             |
| Bosznia-Hercegovina           | 59       | 1        | 2           |            | 5         |            |            | 12       |                     | 6             |          | 3        | 7        | 5           |            | 8         | 4                |          | 6             |             |               |
| Lengyelország                 | 44       | 2        | 6           |            |           |            | 4          |          |                     |               | 6        |          | 6        |             |            |           | 3                |          | 7             | 7           | 3             |
| Belgium                       | 167      | 6        | 10          | 8          | 10        | 10         | 8          | 7        | 4                   | 12            |          | 12       | 4        | 10          | 12         | 4         | 8                | 12       | 10            | 12          | 8             |
| Málta                         | 45       |          |             | 3          | 12        | 1          | 1          |          | 6                   |               |          |          | 2        | 2           | 3          | 6         | 2                | 4        |               | 2           | 1             |
| Albánia                       | 76       |          |             |            |           | 4          |            | 2        | 7                   | 4             | 8        | 6        |          | 12          |            | 12        |                  | 10       | 2             | 5           | 4             |
| Görögország                   | 133      | 7        | 7           | 2          | 8         | 8          |            | 10       | 8                   | 7             | 10       | 8        | 10       |             | 10         | 3         | 5                | 8        | 4             | 8           | 10            |
| Portugália                    | 89       | 5        |             | 5          | 4         | 6          | 7          | 5        | 3                   | 2             | 4        | 4        | 5        |             |            | 2         |                  | 7        | 8             | 10          | 12            |
| Macedónia                     | 37       | 4        | 1           |            | 1         |            |            | 8        | 10                  |               |          |          | 12       |             |            |           |                  | 1        |               |             |               |
| Fehéroroszország              | 59       | 8        | 12          | 4          | 3         |            | 5          |          |                     | 3             |          | 5        |          | 6           | 7          | 5         |                  |          | 1             |             |               |
| Izland                        | 123      | 10       | 8           | 7          | 7         | 7          | 2          | 3        |                     | 10            | 12       | 10       | 8        | 8           | 6          | 1         | 6                |          | 5             | 6           | 7             |

A sorok és az oszlopok a fellépés sorrendjében vannak rendezve. Az utolsó három oszlopban az itt szavazó automatikus döntősök ábécésorrendben találhatók meg.

### Zsűri és nézői szavazás külön
| Helyezés | Zsűri               | Pontszám | Nézői szavazatok    | Pontszám |
| -------- | ------------------- | -------- | ------------------- | -------- |
| 1.       | Belgium             | 165      | Görögország         | 151      |
| 2.       | Portugália          | 107      | Izland              | 149      |
| 3.       | Görögország         | 99       | Belgium             | 146      |
| 4.       | Albánia             | 96       | Oroszország         | 92       |
| 5.       | Bosznia-Hercegovina | 86       | Szerbia             | 92       |
| 6.       | Izland              | 85       | Finnország          | 69       |
| 7.       | Málta               | 66       | Albánia             | 68       |
| 8.       | Szerbia             | 65       | Fehéroroszország    | 63       |
| 9.       | Észtország          | 64       | Portugália          | 58       |
| 10.      | Észak-Macedónia     | 62       | Moldova             | 54       |
| 11.      | Lengyelország       | 58       | Bosznia-Hercegovina | 42       |
| 12.      | Fehéroroszország    | 47       | Málta               | 40       |
| 13.      | Moldova             | 42       | Lengyelország       | 38       |
| 14.      | Oroszország         | 41       | Szlovákia           | 34       |
| 15.      | Finnország          | 37       | Észak-Macedónia     | 30       |
| 16.      | Szlovákia           | 25       | Észtország          | 22       |
| 17.      | Lettország          | 15       | Lettország          | 12       |

## Második elődöntő
A második elődöntőt május 27-én rendezték tizenhét ország részvételével. Az egyes országok által kiosztott pontok telefonos szavazás, illetve szakmai zsűrik szavazatai alapján alakultak ki. Az első tíz helyezett jutott tovább a döntőbe. A résztvevőkön kívül az  Egyesült Királyság és  Norvégia is a második elődöntőben szavazott.
| #  | Ország       | Előadó                        | Dal                          | Helyezés | Pontszám |
| -- | ------------ | ----------------------------- | ---------------------------- | -------- | -------- |
| 01 | Litvánia     | InCulto                       | Eastern European Funk        | 12.      | 44       |
| 02 | Örményország | Eva Rivas                     | Apricot Stone                | 6.       | 83       |
| 03 | Izrael       | Harel Skaat                   | Milim                        | 8.       | 71       |
| 04 | Dánia        | Chanée és N’evergreen         | In a Moment Like This        | 5.       | 101      |
| 05 | Svájc        | Michael von der Heide         | Il pleut de l’or             | 17.      | 2        |
| 06 | Svédország   | Anna Bergendahl               | This Is My Life              | 11.      | 62       |
| 07 | Azerbajdzsán | Safura                        | Drip Drop                    | 2.       | 113      |
| 08 | Ukrajna      | Alyosha                       | Sweet People                 | 7.       | 77       |
| 09 | Hollandia    | Sieneke                       | Ik ben verliefd (Sha-la-lie) | 14.      | 29       |
| 10 | Románia      | Paula Seling & Ovi            | Playing with Fire            | 4.       | 104      |
| 11 | Szlovénia    | Ansambel Žlindra & Kalamari   | Narodnozabavni rock          | 16.      | 6        |
| 12 | Írország     | Niamh Kavanagh                | It’s For You                 | 9.       | 67       |
| 13 | Bulgária     | Miro                          | Angel si ti                  | 15.      | 19       |
| 14 | Ciprus       | Jon Lilygreen & The Islanders | Life Looks Better in Spring  | 10.      | 67       |
| 15 | Horvátország | Feminnem                      | Lako je sve                  | 13.      | 33       |
| 16 | Grúzia       | Sopho Nizharadze              | Shine                        | 3.       | 106      |
| 17 | Törökország  | maNga                         | We Could Be The Same         | 1.       | 118      |

### Ponttáblázat
|              | Szavazók | Szavazók     | Szavazók | Szavazók | Szavazók | Szavazók   | Szavazók     | Szavazók | Szavazók  | Szavazók | Szavazók  | Szavazók | Szavazók | Szavazók | Szavazók     | Szavazók | Szavazók    | Szavazók | Szavazók           | Szavazók | Szavazók |
| Össz         | Litvánia | Örményország | Izrael   | Dánia    | Svájc    | Svédország | Azerbajdzsán | Ukrajna  | Hollandia | Románia  | Szlovénia | Írország | Bulgária | Ciprus   | Horvátország | Grúzia   | Törökország | Norvégia | Egyesült Királyság |          |          |
| ------------ | -------- | ------------ | -------- | -------- | -------- | ---------- | ------------ | -------- | --------- | -------- | --------- | -------- | -------- | -------- | ------------ | -------- | ----------- | -------- | ------------------ | -------- | -------- |
| Litvánia     | 44       |              | 2        |          | 1        |            | 4            |          | 2         |          |           |          | 12       |          | 2            | 1        | 8           |          | 5                  | 7        |          |
| Örményország | 83       | 1            |          | 12       |          | 3          | 5            |          | 8         | 10       | 10        |          |          | 8        | 12           |          | 10          | 4        |                    |          |          |
| Izrael       | 71       |              | 8        |          |          |            | 8            | 7        | 6         | 12       | 3         | 5        |          | 1        | 4            |          | 5           |          | 7                  | 5        |          |
| Dánia        | 101      | 5            | 5        | 7        |          | 5          | 12           | 6        | 5         | 4        | 12        | 10       | 4        | 2        | 3            | 4        | 3           | 6        | 8                  |          |          |
| Svájc        | 2        |              |          |          |          |            |              |          |           |          |           |          |          |          |              |          | 2           |          |                    |          |          |
| Svédország   | 62       | 3            | 3        |          | 12       | 10         |              | 2        |           | 6        | 1         |          | 5        |          | 1            | 2        |             | 2        | 12                 | 3        |          |
| Azerbajdzsán | 113      | 2            |          | 5        | 5        | 6          | 3            |          | 12        | 1        | 8         | 8        | 10       | 7        | 10           | 10       | 12          | 12       | 2                  |          |          |
| Ukrajna      | 77       | 10           | 10       | 2        | 3        |            |              | 8        |           | 2        | 5         | 1        | 2        | 6        | 6            | 6        | 7           | 3        | 4                  | 2        |          |
| Hollandia    | 29       |              |          | 4        | 4        | 2          | 1            |          |           |          |           | 6        | 3        |          |              |          | 1           | 5        | 3                  |          |          |
| Románia      | 104      | 6            | 4        | 8        | 8        | 4          | 7            | 5        | 3         | 3        |           | 4        | 6        | 4        | 8            |          | 4           | 8        | 10                 | 12       |          |
| Szlovénia    | 6        |              |          | 1        |          |            |              |          |           |          |           |          |          |          |              | 5        |             |          |                    |          |          |
| Írország     | 67       | 7            | 1        | 3        | 6        | 12         |              | 4        |           | 8        | 4         | 2        |          |          |              | 3        |             | 1        | 6                  | 10       |          |
| Bulgária     | 19       |              |          |          |          |            |              |          | 1         |          |           |          |          |          | 5            |          |             | 7        |                    | 6        |          |
| Ciprus       | 67       | 4            | 6        | 10       | 7        |            | 6            | 3        | 4         |          | 6         |          |          | 5        |              | 12       |             |          |                    | 4        |          |
| Horvátország | 33       |              | 7        |          | 2        | 7          |              | 1        |           |          |           | 12       | 1        | 3        |              |          |             |          |                    |          |          |
| Grúzia       | 106      | 12           | 12       | 6        |          | 1          | 2            | 10       | 7         | 5        | 2         | 7        | 7        | 10       | 7            | 7        |             | 10       |                    | 1        |          |
| Törökország  | 118      | 8            |          |          | 10       | 8          | 10           | 12       | 10        | 7        | 7         | 3        | 8        | 12       |              | 8        | 6           |          | 1                  | 8        |          |

A sorok és az oszlopok a fellépés sorrendjében vannak rendezve. Az utolsó két oszlopban az itt szavazó automatikus döntősök az angol ábécé szerinti sorrendben találhatók meg.

## Döntő
A döntőt május 29-én rendezték. A huszonöt fős mezőnyt a következő országok alkották:
- Az első elődöntő első tíz helyezettje:  Belgium,  Görögország,  Izland,  Portugália,  Szerbia,  Albánia,  Oroszország,  Bosznia-Hercegovina,  Fehéroroszország,  Moldova
- A második elődöntő első tíz helyezettje:  Törökország,  Azerbajdzsán,  Grúzia,  Románia,  Dánia,  Örményország,  Ukrajna,  Izrael,  Írország,  Ciprus
- A házigazda ország, egyben az előző év győztese:  Norvégia
- Az automatikusan döntős Négy Nagy:  Egyesült Királyság,  Franciaország,  Németország,  Spanyolország

Az elhangzott huszonöt dalból tizenkilencet angolul, míg a maradék hatot anyanyelven adták elő a fellépők. A spanyol dal előadása alatt Jimmy Jump a színpadra futott, majd a közeledő biztonsági emberek láttán elszaladt. Bár közvetlenül nem zavarta meg az énekest, a közjáték miatt a spanyolok lehetőséget kaptak, hogy a fellépési sorrendben utolsó Dánia után még egyszer előadják a dalt.
| #  | Ország              | Előadó                        | Dal                         | Helyezés | Pontszám |
| -- | ------------------- | ----------------------------- | --------------------------- | -------- | -------- |
| 01 | Azerbajdzsán        | Safura                        | Drip Drop                   | 5.       | 145      |
| 02 | Spanyolország       | Daniel Diges                  | Algo pequeñito              | 15.      | 68       |
| 03 | Norvégia            | Didrik Solli-Tangen           | My Heart Is Yours           | 20.      | 35       |
| 04 | Moldova             | SunStroke Project & Olia Tira | Run Away                    | 22.      | 27       |
| 05 | Ciprus              | Jon Lilygreen & The Islanders | Life Looks Better in Spring | 21.      | 27       |
| 06 | Bosznia-Hercegovina | Vukašin Brajić                | Thunder and Lightning       | 17.      | 51       |
| 07 | Belgium             | Tom Dice                      | Me and My Guitar            | 6.       | 143      |
| 08 | Szerbia             | Milan Stanković               | Ovo je Balkan               | 13.      | 72       |
| 09 | Fehéroroszország    | 3+2 és Robert Wells           | Butterflies                 | 24.      | 18       |
| 10 | Írország            | Niamh Kavanagh                | It’s For You                | 23.      | 25       |
| 11 | Görögország         | Giorgos Alkaios & Friends     | OPA!                        | 8.       | 140      |
| 12 | Egyesült Királyság  | Josh Dubovie                  | That Sounds Good to Me      | 25.      | 10       |
| 13 | Grúzia              | Sopho Nizharadze              | Shine                       | 9.       | 136      |
| 14 | Törökország         | maNga                         | We Could Be The Same        | 2.       | 170      |
| 15 | Albánia             | Juliana Pasha                 | It’s All About You          | 16.      | 62       |
| 16 | Izland              | Hera Björk                    | Je ne sais quoi             | 19.      | 41       |
| 17 | Ukrajna             | Alyosha                       | Sweet People                | 10.      | 108      |
| 18 | Franciaország       | Jessy Matador                 | Allez! Ola! Olé!            | 12.      | 82       |
| 19 | Románia             | Paula Seling & Ovi            | Playing with Fire           | 3.       | 162      |
| 20 | Oroszország         | Peter Nalitch & Friends       | Lost and Forgotten          | 11.      | 90       |
| 21 | Örményország        | Eva Rivas                     | Apricot Stone               | 7.       | 141      |
| 22 | Németország         | Lena                          | Satellite                   | 1.       | 246      |
| 23 | Portugália          | Filipa Azevedo                | Há dias assim               | 18.      | 43       |
| 24 | Izrael              | Harel Skaat                   | Milim                       | 14.      | 71       |
| 25 | Dánia               | Chanée és N’evergreen         | In a Moment Like This       | 4.       | 149      |

### Pontbejelentők
2010. március 23-án Oslóban sorsolták ki a döntőbeli szavazás sorrendjét. A szóvivők között ezúttal is több, korábban részt vevő énekes volt: a ciprusi Christina Metaxa (2009), az izlandi Yohanna (2009), a lett Kārlis Būmeisters (2005) és a máltai Chiara (1998, 2005, 2009). A szavazás sorrendje a következőképpen alakult:
| 1. Románia – Malvina Cservenschi 2. Írország – Derek Mooney 3. Németország – Hape Kerkeling 4. Szerbia – Maja Nikolić 5. Albánia – Leon Menkshi 6. Törökország – Meltem Ersan Yazgan 7. Horvátország – Mila Horvat 8. Lengyelország – Aleksandra Rosiak 9. Bosznia-Hercegovina – Ivana Vidmar 10. Finnország – Johanna Pirttilahti 11. Szlovénia – Andrea F 12. Észtország – Rolf Roosalu 13. Oroszország – Okszana Fedorova | 1. Portugália – Ana Galvão 2. Azerbajdzsán – Tamilla Shirinova 3. Görögország – Aléxisz Kosztálasz 4. Izland – Yohanna 5. Dánia – Bryan Rice 6. Franciaország – Audrey Chauveau 7. Spanyolország – Ainhoa Arbizu 8. Szlovákia – Ľubomír Bajaník 9. Bulgária – Desziszlava Dobreva 10. Ukrajna – Irina Zsuravszka 11. Lettország – Kārlis Būmeisters 12. Málta – Chiara Siracusa 13. Norvégia – Anne Rimmen | 1. Ciprus – Christina Metaxa 2. Litvánia – Giedrius Masalskis 3. Fehéroroszország – Aljakszej Grisin 4. Svájc – Christa Rigozzi 5. Belgium – Katja Retsin 6. Egyesült Királyság – Scott Mills 7. Hollandia – Yolanthe Cabau van Kasbergen 8. Izrael – Ofer Nachshon 9. Macedónia – Maja Danielsz 10. Moldova – Tania Cergă 11. Grúzia – Mariam Vasadze 12. Svédország – Eric Saade 13. Örményország – Nazeni Hovhannisján |

### Ponttáblázat
|                     | Szavazók     |               |          |         |        |                     |         |         |                  |          |             |                    |        |             |         |        |         |               |         |             |              |             |            |        |       |            |           |            |            |               |       |           |          |       |            |           |           |          |              |    |
| Össz                | Azerbajdzsán | Spanyolország | Norvégia | Moldova | Ciprus | Bosznia-Hercegovina | Belgium | Szerbia | Fehéroroszország | Írország | Görögország | Egyesült Királyság | Grúzia | Törökország | Albánia | Izland | Ukrajna | Franciaország | Románia | Oroszország | Örményország | Németország | Portugália | Izrael | Dánia | Észtország | Szlovákia | Finnország | Lettország | Lengyelország | Málta | Macedónia | Litvánia | Svájc | Svédország | Hollandia | Szlovénia | Bulgária | Horvátország |    |
| Azerbajdzsán        | 145          |               | 7        | 7       | 7      | 10                  | 7       | 5       |                  | 6        | 3           | 1                  |        | 8           | 12      |        | 4       | 12            |         |             | 8            |             |            |        | 7     | 2          |           |            |            | 2             | 8     | 12        | 3        |       | 2          |           |           |          | 12           |    |
| Spanyolország       | 68           |               |          |         | 4      |                     |         | 1       |                  |          |             |                    |        | 2           |         | 7      |         | 4             |         | 2           | 4            | 7           |            | 12     | 1     |            |           |            | 4          | 5             |       |           |          | 8     |            |           |           | 5        | 2            |    |
| Norvégia            | 35           |               |          |         |        |                     |         |         |                  |          | 2           |                    |        | 6           |         |        |         |               |         |             |              | 2           |            | 3      |       | 5          | 7         | 3          |            |               |       | 3         |          |       |            | 4         |           |          |              |    |
| Moldova             | 27           | 6             |          |         |        |                     |         |         |                  | 4        |             |                    |        | 1           |         |        |         |               |         | 10          |              |             |            | 6      |       |            |           |            |            |               |       |           |          |       |            |           |           |          |              |    |
| Ciprus              | 27           |               |          |         |        |                     |         |         |                  |          |             | 12                 |        |             |         |        |         |               |         |             |              |             |            |        |       | 1          |           | 2          |            |               |       |           |          | 1     |            | 3         |           |          | 4            | 4  |
| Bosznia-Hercegovina | 51           |               |          |         |        |                     |         |         | 12               |          |             |                    |        |             | 8       | 6      |         |               | 5       |             |              |             |            |        |       |            |           |            |            |               |       |           | 6        |       |            |           |           | 4        |              | 10 |
| Belgium             | 143          |               |          | 3       |        |                     |         |         | 5                |          | 10          | 6                  |        |             |         |        | 10      | 1             | 7       | 4           | 5            |             | 12         | 5      |       | 10         | 3         | 10         | 6          | 4             | 10    | 10        |          | 7     | 7          | 2         | 6         |          |              |    |
| Szerbia             | 72           |               |          |         |        | 1                   | 12      |         |                  |          |             |                    |        |             |         | 3      |         |               | 10      |             |              |             | 5          |        |       |            |           |            |            |               |       |           | 7        |       | 10         | 7         | 1         | 8        |              | 8  |
| Fehéroroszország    | 18           |               |          |         | 3      |                     |         |         |                  |          |             |                    |        | 12          |         |        |         |               |         |             | 2            |             |            |        |       |            |           |            |            |               |       |           |          |       |            |           |           |          | 1            |    |
| Írország            | 25           |               |          |         |        |                     |         |         |                  |          |             |                    | 7      |             |         |        |         |               |         |             |              |             | 2          |        | 6     |            | 2         |            | 1          |               |       |           |          |       | 6          |           |           |          |              | 1  |
| Görögország         | 140          |               | 5        |         | 2      | 12                  | 6       | 12      | 10               |          |             |                    | 12     |             | 3       | 12     | 8       |               | 4       | 7           |              | 3           | 8          | 8      |       |            |           | 5          | 7          |               | 1     | 7         |          |       |            |           | 3         |          | 5            |    |
| Egyesült Királyság  | 10           | 2             |          |         |        |                     |         |         |                  |          | 4           |                    |        | 3           |         | 1      |         |               |         |             |              |             |            |        |       |            |           |            |            |               |       |           |          |       |            |           |           |          |              |    |
| Grúzia              | 136          | 8             | 1        | 1       | 5      | 5                   | 4       | 4       |                  | 7        | 5           | 5                  |        |             | 5       |        | 2       | 7             |         |             | 10           | 12          |            |        | 5     |            | 8         |            |            |               | 4     |           | 5        | 12    | 1          | 6         |           | 1        | 6            | 7  |
| Törökország         | 170          | 12            | 3        | 2       |        |                     | 10      | 6       | 3                | 3        | 1           |                    | 10     | 5           |         | 8      |         | 8             | 12      | 8           |              |             | 10         |        |       | 6          | 6         |            | 3          |               |       |           | 10       | 4     | 3          | 5         | 8         | 2        | 10           | 12 |
| Albánia             | 62           |               |          |         |        |                     | 5       | 3       |                  |          |             | 10                 | 1      |             | 7       |        | 7       |               |         | 1           |              |             | 1          |        |       |            |           |            |            |               | 2     |           | 12       |       | 8          |           |           |          |              | 5  |
| Izland              | 41           |               |          | 6       |        |                     |         | 8       |                  | 2        |             | 3                  |        |             |         |        |         |               |         |             |              |             | 4          |        |       | 3          | 4         |            | 5          |               |       | 6         |          |       |            |           |           |          |              |    |
| Ukrajna             | 108          | 10            |          |         | 8      | 6                   |         |         | 7                | 10       |             |                    | 5      | 7           | 1       |        |         |               | 2       | 5           | 7            | 8           |            |        | 2     |            |           |            |            | 7             | 3     |           |          | 6     |            |           | 7         |          | 7            |    |
| Franciaország       | 82           |               | 2        | 4       |        | 3                   | 3       |         | 4                |          | 6           | 8                  | 2      |             |         |        | 6       |               |         |             |              | 6           | 3          | 7      | 3     | 7          | 1         |            | 8          |               |       | 2         | 1        |       |            |           |           | 3        |              | 3  |
| Románia             | 162          | 7             | 10       | 10      | 12     | 8                   | 2       |         | 6                | 1        | 7           | 4                  | 8      |             | 2       | 5      | 5       | 2             |         |             | 3            | 1           |            | 10     | 8     | 8          |           | 1          |            | 3             | 6     | 5         |          | 2     | 4          | 10        | 5         | 7        |              |    |
| Oroszország         | 90           | 3             |          |         | 10     |                     |         |         |                  | 12       |             |                    |        |             | 4       |        |         | 10            |         |             |              | 10          |            | 2      | 10    |            | 10        | 6          |            | 8             |       |           |          | 5     |            |           |           |          |              |    |
| Örményország        | 141          |               | 8        |         | 6      | 7                   |         | 7       | 1                | 5        |             | 7                  |        | 10          | 6       |        |         | 6             | 6       | 6           | 12           |             | 7          |        | 12    |            |           | 4          |            | 1             | 5     |           | 4        |       |            | 1         | 12        |          | 8            |    |
| Németország         | 246          | 1             | 12       | 12      |        | 4                   | 8       | 10      | 8                |          | 8           | 2                  | 4      |             | 10      | 10     | 3       | 5             | 3       | 3           | 6            |             |            | 1      |       | 12         | 12        | 12         | 12         | 12            | 7     | 4         | 8        | 10    | 12         | 12        | 4         | 10       | 3            | 6  |
| Portugália          | 43           |               | 6        |         |        |                     |         |         | 2                |          |             |                    |        |             |         |        | 1       |               | 8       |             |              | 4           | 6          |        |       | 4          |           |            |            | 6             |       | 1         |          |       | 5          |           |           |          |              |    |
| Izrael              | 71           | 5             |          | 5       | 1      | 2                   | 1       |         |                  | 8        |             |                    | 3      | 4           |         | 4      |         | 3             | 1       |             |              |             |            |        |       |            |           | 8          | 10         |               |       |           |          |       |            |           | 10        | 6        |              |    |
| Dánia               | 149          | 4             | 4        | 8       |        |                     |         | 2       |                  |          | 12          |                    | 6      |             |         | 2      | 12      |               |         | 12          | 1            | 5           |            | 4      | 4     |            | 5         | 7          | 2          | 10            | 12    | 8         | 2        | 3     |            | 8         | 2         | 12       |              | 2  |

A sorok a fellépés, az oszlopok előbb a döntősök, majd az elődöntőben kiesettek fellépési sorrendjében vannak rendezve.

### 12 pontos országok
Az alábbi országok kaptak 12 pontot a döntőben:
| Darab | Jutalmazott ország  | Szavazó nemzet                                                                                   |
| ----- | ------------------- | ------------------------------------------------------------------------------------------------ |
| 9     | Németország         | Dánia, Észtország, Finnország, Lettország, Norvégia, Szlovákia, Spanyolország, Svédország, Svájc |
| 5     | Dánia               | Izland, Írország, Lengyelország, Románia, Szlovénia                                              |
| 4     | Azerbajdzsán        | Bulgária, Málta, Törökország, Ukrajna                                                            |
| 4     | Görögország         | Albánia, Belgium, Ciprus, Egyesült Királyság                                                     |
| 3     | Örményország        | Izrael, Hollandia, Oroszország                                                                   |
| 3     | Törökország         | Azerbajdzsán, Horvátország, Franciaország                                                        |
| 2     | Grúzia              | Örményország, Litvánia                                                                           |
| 1     | Albánia             | Macedónia                                                                                        |
| 1     | Belgium             | Németország                                                                                      |
| 1     | Fehéroroszország    | Grúzia                                                                                           |
| 1     | Bosznia-Hercegovina | Szerbia                                                                                          |
| 1     | Ciprus              | Görögország                                                                                      |
| 1     | Románia             | Moldova                                                                                          |
| 1     | Oroszország         | Fehéroroszország                                                                                 |
| 1     | Szerbia             | Bosznia-Hercegovina                                                                              |
| 1     | Spanyolország       | Portugália                                                                                       |

## Térkép

A döntő résztvevői
Az elődöntőkben kiesett országok
Országok, melyek korábban részt vettek, de ebben az évben nem